# Општина Сураја (Вранча)
Сураја (рум. Suraia) општина је у Румунији у округу Вранча.
Oпштина се налази на надморској висини од 23 m.